# Liste der Museen im Landkreis Schweinfurt
Die Liste der Museen im Landkreis Schweinfurt  gibt einen Überblick über aktuelle und ehemalige Museen im Landkreis Schweinfurt in Bayern.

## Aktuelle Museen
| Gemeinde        | Name                                            | Kurzbeschreibung | gegründet/ eröffnet | Träger                                      | Standort                   | Bild           | Link |
| --------------- | ----------------------------------------------- | --- | ------------------- | ------------------------------------------- | -------------------------- | -------------- | ---- |
| Dittelbrunn     | Radrennsport-Museum                             | Das Museum im Rathaus zeigt Originalrennräder, Siegerschleifen, Trikots, Pokale, Plaketten, Urkunden und Fotos von Rennsportlegenden vergangener Jahrzehnte, darunter Dieter Burkhardt und Ludwig Geyer. |                     |                                             | Hambach                    |                |      |
| Geldersheim     | Archäologisches Museum Geldersheim              | Das Museum in einem Gaden der Kirchenburg St. Nikolaus (Geldersheim) dokumentiert anhand archäologischer Funde aus Geldersheim und dem nächsten Umkreis die Entwicklung der Region von der Jungsteinzeit bis in das Frühmittelalter. | 2001                |                                             | Gaden                      | weitere Bilder |      |
| Gerolzhofen     | Biliner Heimatstuben                            | Das in Räumlichkeiten der Volkshochschule untergebrachte Museum zeigt zahlreiche persönliche Andenken an ehemalige deutsche Gemeinden im Landkreis Bilin und erinnert an den dortigen Kurbetrieb und den Braunkohlebergbau. | 1993                | Heimatkreisverein Bilin                     | Bilinweg                   |                |      |
| Gerolzhofen     | Gerolzhöfer Bierkrug- und Brauereiartikelmuseum | Das Museum zeigt etwa 3000 Tonbierkrüge aus über 100 Jahren Brauereikultur aus dem fränkischen und bayerischen Raum sowie jede Menge Gläser und Souvenirs verschiedenster Brauereien. | 2011                | privat                                      | Bahnhofstraße              |                |      |
| Gerolzhofen     | Museum Johanniskapelle                          | Das in der 1497 erbauten Johanniskapelle und dem angrenzenden Küsterhaus eingerichtete Museum zeigt unter dem Thema „Kunst und Geist der Gotik“ Exponate aus dem Bestand der katholischen Pfarrei Gerolzhofen sowie Leihgaben aus verschiedenen Museen und aus der Kunstsammlung der Diözese Würzburg.                                                    | 2006                | Stadt Gerolzhofen                           | Kapelle St. Johann Baptist | weitere Bilder |      |
| Gerolzhofen     | Stadtmuseum Gerolzhofen                         | Das Museum dokumentiert die Geschichte des Nähens und die Entwicklung der Nähmaschine bis Mitte/Ende des 20. Jahrhunderts und zeigt ein Schulzimmer aus einer einklassigen, ungeteilten Dorfschule sowie Objekte und Einrichtungsgegenstände des in Gerolzhofen geborenen Schriftstellers Ludwig Derleth (1870–1948).                                     |                     | Stadt Gerolzhofen                           | Altes Rathaus              | weitere Bilder |      |
| Gochsheim       | Freies ReichsdorfMuseum Gochsheim               | Das Museum in den historischen Gaden einer der ältesten noch erhaltenen Kirchenburgen Frankens dokumentiert Aspekte aus Gochsheims Geschichte von bäuerlicher Wohnkultur über Trachten bis hin zum Gemüseanbau und der Geschichte des Fahrrads und veranschaulicht altes Handwerk mit einer Buchdruck-Lehrwerkstatt mit Buchbinderei und einer Büttnerei. | 1982                |                                             | Kirchenburg St. Michael    | weitere Bilder |      |
| Grafenrheinfeld | Schatzkammer Grafenrheinfeld                    | Das Museum zeigt liturgische Gerätschaften und kirchliche Textilien aus dem Besitz der katholischen Kirchenstiftung, darunter Figuren, Monstranzen, Kelche, Gewänder, Messbücher und der Tragehimmel, der weiterhin bei den Prozessionen mitgeführt wird.                                                                                                 |                     | Gemeinde Grafenrheinfeld                    | Altes Brauhaus             | weitere Bilder |      |
| Kolitzheim      | Museum Stammheim                                | Das Museum dokumentiert die die militärtechnische Entwicklung mit speziellem Bezug zu Franken von der Zeit Napoleons bis zur deutschen Wiedervereinigung mit etwa 20 000 Exponaten, darunter über 250 Rad-, Ketten-, Wasser-, Luftfahrzeuge und Großgeräte, sowie mit Bildern und Schriftstücken.                                                         | 1997                |                                             | Stammheim                  | weitere Bilder |      |
| Oberschwarzach  | Erich Kästner Bibliothek                        | Das Museum zeigt den persönlichen Nachlass des Schriftstellers Erich Kästner (1899–1974). Dazu zählt das Mobiliar aus seiner Münchner Wohnung, darunter sein Schreibtisch mit seiner Schreibmaschine, persönliche Gegenstände wie Kleidungsstücke und Brille, Bilder und Fotografien sowie seine gesamte Privatbibliothek mit etwa 10.000 Büchern.        |                     |                                             | Steinmühle                 |                |      |
| Schonungen      | Kleines Apothekenmuseum                         | Das Museum dokumentiert die Geschichte der Apotheke von Schonungen seit 1870 und zeigt die Entwicklung vom Handwerksbetrieb mit menschlicher Zuwendung hin zu einem technisch perfektionierten Dienstleistungszentrum. | 1998                |                                             | Sotierstraße               |                |      |
| Schwanfeld      | Bandkeramik-Museum Schwanfeld                   | Das Museum zeigt Funde von Ausgrabungen einer etwa 7500 Jahre alten Siedlung aus der Zeit der Bandkeramik, der ältesten archäologischen Kultur der Jungsteinzeit in Mitteleuropa. | 2010                |                                             | Pfarrgasse                 | weitere Bilder |      |
| Schwanfeld      | Heimatmuseum Schwanfeld                         | Das in drei Gebäuden untergebrachte Museum dokumentiert vergessene Handwerksberufe und die vor Ort tätigen Handwerker und zeigt Objekte zum bäuerlichen Wohnen und Arbeiten um die Jahrhundertwende. |                     |                                             | Pfarrgasse                 | weitere Bilder |      |
| Schwebheim      | Ortsgeschichtliche Sammlung Schwebheim          | Das Museum in den ehemaligen Schloßscheunen dokumentiert Schwebheim als ehemaliges „Apothekergärtlein Frankens“ und auch die übrige Lebens- und Arbeitswelt des Dorfes anhand von Exponaten aus den Bereichen Handwerk, Jagd, Waldarbeit, Posthalterei und Volksfrömmigkeit.                                                                              | 2000                | Ortsgeschichtlicher Arbeitskreis Schwebheim | Schloss Schwebheim         | weitere Bilder |      |
| Stadtlauringen  | Brauhausmuseum Fuchsstadt                       | Das Museum im ehemaligen Gemeindebrauhaus zeigt Geräte zur Bierherstellung, darunter der eingemauerte, kupferne Braukessel, die Anmaischkufe und das Rührwerk, das Kühlschiff, die riesigen Gärfässer im Keller und verschiedenen Kleingeräte. | 1965                |                                             | Fuchsstadt                 |                |      |
| Stadtlauringen  | Friedrich-Rückert-Poetikum                      | Das Museum dokumentiert Leben und Werk des Dichters Friedrich Rückert (1788–1866), der von die er von 1793 bis 1802 in Oberlauringen lebte, besonders seine hier verbrachte Kinder- und Jugendzeit. | 2017                | Markt Stadtlauringen                        | Oberlauringen              | weitere Bilder |      |
| Sulzheim        | Gipsinformationszentrum Sulzheim                | Das Museum dokumentiert, wie Gips entsteht, wo er vorkommt, wozu er sich verwenden lässt und mehr. Ein Rundweg in der Umgebung gibt Einblicke in eine vom Gips geprägte Landschaft, darunter die Sulzheimer Gipshügel mit ihrer einmaligen Vegetation, einen aufgelassenen Steinbruch und die modernen Produktionsanlagen eines Gipswerks.                |                     |                                             | Ehemalige Zehntscheune     | weitere Bilder |      |
| Wasserlosen     | Deutsch-Amerikanisches Nachkriegsmuseum         | Das Museum zeigt Zeitdokumente, Ausrüstungs- und Alltagsgegenstände aus der Endphase des 2. Weltkriegs und aus der Nachkriegszeit, die das Zusammenleben mit den amerikanischen Besatzungstruppen dokumentieren. |                     |                                             | Rütschenhausen             |                |      |
| Wasserlosen     | Pfarreimuseum Greßthal                          | Das im ehemaligen Pfarrherrnhaus untergebrachte Museum zeigt den Pfarrschatz der Pfarrei Sankt Bartholomäus, darunter Paramente und liturgische Geräte sowie Skulpturen und Bildwerke, die historische Bibliothek der Pfarrei sowie eine archäologische Sammlung.                                                                                         |                     |                                             | Greßthal                   | weitere Bilder |      |
| Werneck         | Fränkisches Bildstockzentrum Egenhausen         | Das in der Alten Schule untergebrachte Museum dokumentiert die Kulturgeschichte der die Landschaft Frankens prägenden Bildstöcke von den ersten, mittelalterlichen Steinkreuzen über die barocke Bildstockflut und die Romantisierung bis hin zur modernen Wiederbelebung dieser Tradition.                                                               | 2010                | Markt Werneck                               | Egenhausen (Werneck)       |                |      |
| Wipfeld         | LiteraturMuseum Wipfeld                         | Das Museum im Literaturhaus dokumentiert Leben und Werk der vier aus Wipfeld stammenden Literaten Conrad Celtis (1459–1508), Engelbert Klüpfel (1733–1811), Eulogius Schneider (1756–1794) und Nikolaus Müller (1758–1833). | 2009                | Gemeinde Wipfeld                            | Bachgasse                  | weitere Bilder |      |